# ميس مؤتلف
ميس مؤتلف (الاسم العلمي: Celtis conferta) هو نوع نباتي يتبع جنس الميس من فصيلة القنبية.